# クラッシュ・バンディクー4 さくれつ!魔神パワー
『クラッシュ・バンディクー4 さくれつ!魔神パワー』（クラッシュバンディクーフォー さくれつ!まじんパワー、Crash Bandicoot: The Wrath of Cortex）は、コナミ（現・コナミデジタルエンタテインメント）が発売したPlayStation 2、Xbox、ニンテンドー ゲームキューブ用のアクションゲーム。クラッシュ・バンディクーシリーズの第4作。
2020年発売の『クラッシュ・バンディクー4 とんでもマルチバース』と区別するため、本作を『旧4』、『とんでもマルチバース』を『新4』と便宜上区別する（4が2作品存在する理由はクラッシュ・バンディクー4 とんでもマルチバース § 時系列を参照）。

## 概要
クラッシュ・バンディクーシリーズのメインタイトルの4作目。ユニバーサル インタラクティブ スタジオ制作、コナミ発売、ゲーム開発はトラベラーズテイルズが行った。なおクラッシュ・バンディクーシリーズはもともとソニー・コンピュータエンタテインメント（現・ソニー・インタラクティブエンタテインメント）から発売されていたが、本作から発売の版権がコナミに移っている。
始めは2001年にPlayStation 2用として発売されたが、翌2002年にXbox版が、さらに翌2003年にはニンテンドー ゲームキューブ版も発売され、結果として3種類の機種での発売となった。
本作からハードウェアがPS2を始めとした、いわゆる第6世代に移ったことから、グラフィックが格段に向上した。一方で、以前の作品に比べロード時間が長いことがしばしば批判の対象となっている。

## ストーリー
悪の科学者・ネオ・コルテックスは、これまで幾度世界征服を企んでは、その度にクラッシュに阻止され続けてきた。失敗を重ねてきたコルテックスは、世界征服の前にまずクラッシュを葬ることを計画する。
その為の会議の最中にエヌ・トロピーが、コルテックスが最近研究室に籠りきりになっていることを指摘し、理由を問いただす。それによるとコルテックスは研究の末、クラッシュを倒すための秘密兵器としてスーパーバンディクーであるクランチを作ったが、エネルギー不足によりいまだ未完成の状態だという。
それを聞いたウカウカは、4人の魔神を復活させ、エネルギー不足を補う作戦を実行。魔神復活により天変地異が起こり、魔神復活を知ったクラッシュは魔神達を倒すべく、新たな冒険へ旅立った。

## ゲームシステム
- システム部分は前作『クラッシュ・バンディクー3』を完全に引き継いでいる。ワープルームと呼ばれる部屋からステージを選択する形式である。ワープルームは5つの部屋に分かれており、1つの部屋につき5つのステージへ行けるようになっている。5ステージ全てをクリアするとその部屋のボスステージに挑戦できるようになり、ボスを倒せば次の部屋へ行けるようになる（オープニング終了から炎の魔神エリアのボス撃破までコルテックスやウカウカ、クランチ・バンディクーが出てくるようになり、炎の魔神エリアをクリアするとコルテックスが「ウカウカ様、魔人の力を借りますよ。安心してお休みください」と言い、それ以降発生しなくなる）。
- 各ステージのゴールにたどり着けば「パワーストーン」を入手できる。これを集めていくのが醍醐味である。またステージ内に置かれている全ての箱を壊しゴールすればダイヤが手に入るシステムも従来同様。
- ステージは、クラッシュを進ませる従来の奥スクロール型のものから、CRカプセルやCRサブマリンなどの乗り物専用のものなど、多くの種類がある。
- 新アクションとして「ソロソロあるき」を追加。前作で習得した新アクションは最初は使用できず、ボス戦をクリアしなければならない。なお、スーパーボディプレスはある条件を満たさないと使用できない。
- 前作では乗り物ステージでしか使用できなかったココはアクションステージでもプレイヤーキャラとして使用できるようになった。ただし、前作と同様に特定のステージでしか使用できない。
- 前作まで、カラーダイヤの入手方法は多様であったが本作では全てドクロの足場に乗ってドクロコースをクリアすると入手できる方式となった。前作までと違い、ドクロコースやカラーダイヤコース専用のBGMはない。
- 本作ではアイテムが入った箱は全て自動習得である。また、アクアク箱はニトロ箱のように跳ねるようになっている。本作での?箱は基本的に中身は全てリンゴのみである（一部1UPあり）。
- 無敵時間が前作より短くなっている。

## 登場キャラクター
- クラッシュ・バンディクー（声：山口勝平）※海外版はブレンダン・オブライエン

ＰＳ２に進化して、表情や動きがより滑らかになったクラッシュ。『３』まででダイヤを取った後に披露してくれたクラッシュダンスは今作では見る事ができない。また、やられた時は『2』よりも声が高くなっている。
- ココ・バンディクー（声：小暮英麻）※海外版はデビ・デリーベリー

『３』では乗り物ステージでのみココを操作できたが、今回はアクションステージでもココを動かせる。
また、今作ではココが格闘技に通じている事も判明。カラテキック、足払いなどの技が使える。
- アクアク（声：緒方賢一）※海外版はメル・ウィンクラー

もはやクラッシュの相棒として欠かせない存在であるアクアクは、今回もしっかりサポート役を務める。
しかし、前作までと比べてヒントをくれる機会が極端に減ったうえ、１度聞いたヒントを同じステージで何回も聞くようなケースが多い。今作ではタイムアタックで時計を取ってもアクアクがいなくならない。
- ネオ・コルテックス（声：飯塚昭三）※海外版はクランシー・ブラウン

世界征服に４たび燃えるコルテックス。さすがに今回ばかりは本気モードで、クラッシュを倒そうと相当意気込んでいる。やはりラスボスとして登場するが、今回は攻撃はクランチに任せっぱなし。最終戦ではクランチに武器として放り投げられる程度で、かなり情けない。
- クランチ・バンディクー（声：岸祐二）※海外版はケビン・マイケル・リチャードソン

コルテックスに改造されたスーパー・バンディクー。５つのボスステージ全てに登場する他、隠しステージ『にげろや にげろ』ではクラッシュとトロッコレースを繰り広げる。魔神の力を借りて色んな姿に変身するが、最後にはクラッシュに敗れ、同時にコルテックスの洗脳からも解放される。
- ウカウカ（声：大友龍三郎）

悪の親玉であるウカウカは、今回も一番上にドッシリかまえてコルテックスらに命令を出す。コルテックスと共にラスボス戦にも登場するが、攻撃を受けたコルテックスを引き上げるだけの役回りで、やはりクランチに活躍の場を奪われている。なお、海外版の声優はコルテックスと同じ。
- エヌ・ジン（声：中多和宏）

オープニングムービー、『ゴー！ゴー！クラッシュバギー』、シューティング系ステージに登場。
- エヌ・トロピー（声：池田勝）

オープニングムービー、『ゴー！ゴー！クラッシュバギー』、ＣＲカプセルステージ、シューティング系ステージに登場。
- タイニータイガー（声：ブレンダン・オブライエン）

『ゴー！ゴー！クラッシュバギー』では、青色のバギーに乗車。３位をキープしつつ走る。
- ディンゴダイル

『ゴー！ゴー！クラッシュバギー』では、オレンジ色のバギーに乗車。４人の中では一番遅いので、追い抜くのは簡単。
- 地の魔神 ロッコ（声：くわはら利晃）

最初のボス戦に登場。
- 水の魔神 ワーワ（声：山口勝平）

２番目のボス戦に登場。
- 炎の魔神 パイロ（声：清水敏孝）

３番目のボス戦に登場。
- 風の魔神 ローロ（声：池田勝）

４番目のボス戦に登場。

## 乗り物
クラッシュ専用
- CR（クラッシュ）パタフライ

奥スクロールの空中ステージで登場。ミサイルを発射できる。
- CRジャイロ

プロペラが付いている浮遊機械で、装備すると空中移動ができるようになる。『クラッシュ・バンディクー2』で登場した「ジェットパック」に近いものと言える。
- CRサブマリン

小型の潜水艦。水中ステージでのみ登場。魚雷発射機能などを備える。
- CRバギー

1人乗り用のバギー。左右操作とスピードアップのみコントロールできる。
- CRローダー

クラッシュが乗り込める操縦型の小型ロボット。ジャンプなどの基本アクションが繰り出せるほか、右腕にリンゴバズーカが搭載されている
- CRカプセル

クラッシュが中に入れるほどの大きさのカプセル。専用のステージでのみ登場し、クラッシュが中に入った状態でゴロゴロ転がりながら進んでいく。基本的に攻撃を受けてもはじかれるだけでダメージは受けないが、足場から転落するとミス。
ココ専用
- CC（ココ）ローラー

ピンク色を基調としたキックスクーター。津波から逃げるイベントで使用する。
- CCボード

ココ愛用のスノーボード。こちらは雪崩から逃げるイベントで使用。
クラッシュ/ココ共用
- CRグライダー/CCファイター

長い翼をもったグライダー。上昇、下降、旋回など自由自在に動かせることが特徴。

## ボタン対応表
|              | PlayStation 2 | Xbox         | ニンテンドー ゲームキューブ |
| ------------ | ------------- | ------------ | --------------------------- |
| 十字ボタン   | 十字ボタン    | 十字ボタン   | 十字ボタン                  |
| L3スティック | L3スティック  | 左スティック | 左スティック                |
| R3スティック | R3スティック  | 右スティック | Cスティック                 |
| △            | △             | Y            | Y                           |
| ○            | ○             | B            | B                           |
| ×            | ×             | A            | A                           |
| □            | □             | X            | X                           |
| L            | L1・L2        | L            | L                           |
| R            | R1・R2        | R            | R                           |
| START        | START         | START        | START/PAUSE                 |
| SELECT       | SELECT        | SELECT       | -                           |